# Olaf Haraldsson Geirstadalf
Olaf Haraldsson Geirstadalf (i.e : Olaf l’Elfe-de-Geirstad), (mort en 934) roi du Vingulmark et du Vestfold. 

## Biographie
Olaf Haraldsson Geirstadalf est le second fils de roi Harald à la Belle Chevelure et de Svanhild la fille du duc Eystein. Il porte le même nom et le même curieux surnom que l’oncle de son père Olaf l'Elfe de Geirstad, un roi du Vestfold qui fut inhumé sous un tertre à Geirstad.
Olaf se voit attribuer par son père le royaume du Vingulmark, mais il devient également roi de Vestfold pour le compte de son neveu Gudrœd Bjornsson qu’il élève après le meurtre de son frère Bjørn Farmann par Eric à la Hache sanglante. Cet Eric était le fils de l’épouse favorite de Harald Ier de Norvège et avait été désigné comme son successeur à la royauté suprême de Norvège, mais sa violence l’avait rendu impopulaire parmi ses nombreux demi-frères qui gouvernaient les petits royaumes régionaux que leur avait attribués leur père.
Après la mort d’Harald à la Belle Chevelure, Olaf prend son indépendance dans l’est de la Norvège qu’il contrôlait. Il conclut contre Eric Ier de Norvège une alliance avec un autre de ses demi-frères, Sigrød Haraldsson, qui était roi du Trondelag dans le nord. Les trois souverains se rencontrent dans un combat près de Tønsberg. Olaf et Sigrød sont vaincus et tués tous les deux dans la bataille. 
L’un des fils d’Olaf, Tryggve Olafsson, deviendra plus tard roi de Ranrike et de Vingulmark, tandis que l’autre, Ragnvald Olafsson, rejoindra les Varègues et est peut-être identifiable avec Rogvold le souverain homonyme fondateur de la principauté de Polotsk.